# Branko Zemljič
Branko Zemljič, slovenski učitelj in planinec, * 27. september 1887, Radmirje, † 21. januar 1961, Ljubljana. 

## Življenje in delo
Zemljič je nižjo gimnazijo (1901-1904) in učiteljišče (1904–1908) obiskoval v Ljubljani in bil nato  učitelj v raznih krajih Savinjske doline. Upokojen je bil leta 1946, vendar bil od 1947–1951 še tajnik II. gimnazije v Celju. Med 1. svet. vojno je bil 1914–1916 vojak v Gradcu, Slov. Bistrici in Celju, ter 1916 oproščen nadaljnje vojaške službe. Leta 1941 so ga nemški okupatorji z družino preselili v taborišče v Slavonsko Požego, od koder so ga ustaši premeščali iz kraja v kraj kot ročnega delavca, decembra 1944 je pobegnil in odšel v partizane.
V vseh krajih učiteljevanja je ustanavljal in vodil pevske zbore in  gledališke družine. Njegova velika ljubezen pa so bile gore. S planinstvom se je začel ukvarjati zelo zgodaj in že 1903 prišel v konflikt s celjsko sekcijo avstrijskega planinskega društva zaradi nemških kažipotov do koče na Korošici. V letih 1909–1926 in 1928–1941 je bil tajnik savinjske podružnice SPD. Leta 1907 je organiziral prvi planinski sejem v Gornjem Gradu ter od 1927–1941 vsakoletnega v Celju. Leta 1908 je prevzel oskrbništvo Kocbekove koče na Molički peči pod Ojstrico, bil blagajnik in nadzornik planinskih postojank na Okrešlju, Molički planini in v Logarski dolini, priljubljen organizator izletov in predavatelj. Zaznamoval je mnoga planinska pota. Med obema vojnama se je sistematično ukvarjal s planinsko fotografijo, s čimer je opravil pomembno turistično propagandno delo zlasti za Zgornjo Savinjsko dolino.
Kot pevec, igralec in humorist je nastopal na številnih koncertih in zabavnih prireditvah. Napisal je dvodejanko Na medvedovo kožo in opereto v 3 dejanjih Čevljar-baron, ki so jo večkrat igrali v Gornjem Gradu, na Rečici, v Mozirju in Bočni. Veliko je pisal zlasti v Planinski vestnik. Sodeloval je v polemiki o izvoru imena Logarska dolina in pripomogel, da je niso preimenovali v Logarjevo dolino.